# Skal Labissière

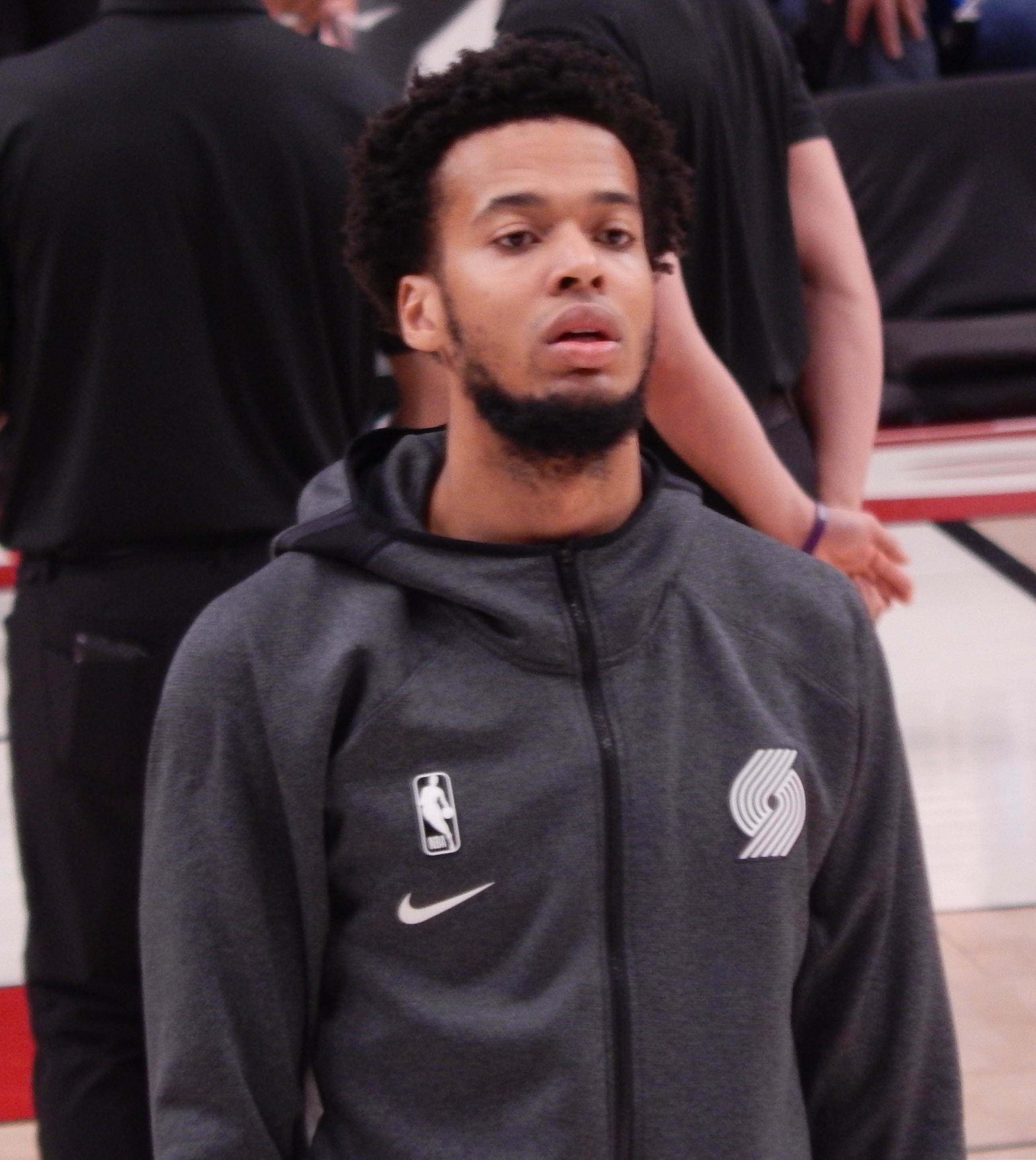
Skal Labissière, 2019.

Skal Labissière, född 18 mars 1996 i Port-au-Prince, är en haitisk professionell basketspelare (C/PF) som spelar för Sacramento Kings i National Basketball Association (NBA). Han har tidigare spelat för Portland Trail Blazers.
Labissière har även spelat som proffs i Puerto Rico och Mexiko.
Han draftades av Phoenix Suns i första rundan i 2016 års draft som 28:e spelare totalt.
Innan Labissière blev proffs studerade han vid University of Kentucky och spelade för deras idrottsförening Kentucky Wildcats.